# Seili
Seili – drugi album studyjny fińskiej wokalistki Jenni Vartiainen. Wydany 31 marca 2010. Osiągnął status potrójnej platyny i był najchętniej kupowanym albumem w 2010 w Finlandii.

## Lista utworów
| #   | Tytuł                             | Długość |
| --- | --------------------------------- | ------- |
| 1.  | "Koti"                            | 1:23    |
| 2.  | "Seili"                           | 4:47    |
| 3.  | "En haluu kuolla tänä yönä"       | 3:45    |
| 4.  | "Nettiin"                         | 3:36    |
| 5.  | "Missä muruseni on"               | 3:42    |
| 6.  | "Duran Duran"                     | 3:52    |
| 7.  | "Minä ja hän"                     | 4:28    |
| 8.  | "Kiittämätön"                     | 3:17    |
| 9.  | "Eikö kukaan voi meitä pelastaa?" | 3:37    |
| 10. | "Halvalla"                        | 4:15    |